# هطير من تاني (ألبوم)
هطير من تاني (بالإنجليزية: Hateer Min Tany)‏ هو الألبوم الرابع بعد ألبوم «المسحراتي» للمنشد الإسلامي والفنان المصري حمزة نمرة. صدر في السنة الثامنة عشر بعد الألفين (2018)، من إنتاج شركته الخاصة.
البداية الأولى للإعلان عن الألبوم كانت عندما ظهر المطرب حمزة نمرة مع الإعلامي يسري فودة في برنامجه «السلطة الخامسة» الذي يذاع على قناة «دويتشه فيله» الألمانية، وقدم مقطع من إحدى أغنيات الألبوم الجديد والتي تحمل اسم «داري يا قلبي» على نغمات الجيتار.

## الأغاني
يضم الألبوم 9 أغاني يشاركه فيها العديد من الشعراء منهم محمود فاروق، حازم ويفي ومحمد السيد. وقد لحن لنفسه جميع أغاني الألبوم، باستثناء أغنية واحدة قام بتلحينها الموزع الموسيقي كريم عبد الوهاب، وتوزيع حمزة نمرة وكريم عبد الوهاب، والميكساج والماستر تم في إحدى الدول الأوروبية.
- قائمة الأغاني

| #  | العنوان              | المدة |
| -- | -------------------- | ----- |
| 1  | داري يا قلبي         | 4:53  |
| 2  | الواد العبيط         | 3:35  |
| 3  | هطير من تاني         | 4:08  |
| 4  | زهرة                 | 2:59  |
| 5  | بص بص                | 3:46  |
| 6  | ولا صحبة أحلى        | 3:36  |
| 7  | شوية حبايب           | 3:41  |
| 8  | شيكايُّو               | 3:29  |
| 9  | مَدد                  | 3:44  |
| 10 | داري يا قلبي (جيتار) | 3:32  |

## الأناشيد المصورة (الفيديو كليب)
- داري يا قلبي.[3]